# Гончарук Євген Гнатович
Євге́н Гна́тович Гончару́к (7 січня 1930, Великий Острожок — 19 квітня 2004) — український науковець у галузі гігієни і санітарії, академік АМН України, член-кореспондент АМН СРСР (з 1984 року), академік АМН СРСР (з 1988 року), академік РАМН (з 1993 року), академік НАН України (з 25 листопада 1992 року), академік АПН України (з 1993 року), Академік Міжнародної академії наук вищої школи (з 1995 року), академік Академії природничих наук загальноросійського об'єднання вчених (з 1995 року), академік Польської академії медицини (з 1997 року), академік Всесвітньої академії медицини Альберта Швейцера (з 1999 року), ректор Національного медичного університету імені О. О. Богомольця (1984—2003), доктор медичних наук (з 1968 року), професор (з 1969 року), лікар вищої категорії зі спеціальності «комунальна гігієна».

## Життєпис
Народився 7 січня 1930 року в селі Великому Острожку Уланівського (нині Хмільницького району Вінницької області) у багатодітній селянській родині. У 1937 році сім'я Гончаруків переїхала на постійне місце проживання до Бердичева. Його батько, Гнат Якович, спочатку працював робітником на цукровому заводі, а потім на підприємстві «Заготзерно».
У 1948 році Євген закінчив середню школу № 8 Бердичева. Одержавши атестат зрілості, він у цьому ж році вступив на перший курс санітарно-гігієнічного факультету Київського медичного інституту. У 1954 році з відзнакою закінчив медичний інститут і його, як молодого і талановитого науковця, вченою радою інституту було рекомендовано до аспірантури. У цьому ж році він став аспірантом кафедри загальної гігієни Київського медичного інституту. Під керівництвом завідувача кафедри доктора медичних наук, професора П. І. Баранника виконав кандидатську дисертацію на тему «К вопросу гигиенической оценки очистки бытовых сточных вод на площадках подземного орошения (фильтрации)». Після закінчення аспірантури у 1957 році Міністерство охорони здоров'я Української РСР своїм наказом від 21 червня 1957 року направило Євгена Гончарука на викладацьку роботу до новоутвореного Тернопільського державного медичного інституту. Там він створив кафедру гігієни і протягом першого року виконував обов'язки завідувача цієї кафедри. Надалі, з 1958 по 1961 рік працював асистентом цієї ж кафедри. На початку квітня 1961 року на засіданні спеціалізованої вченої ради у Вінницькому медичному інституті імені М. І. Пирогова Євген Гнатович успішно захистив кандидатську дисертацію. Присутній на захисті завідувач кафедри комунальної гігієни Київського медичного інституту професор Р. Д. Габович запросив молодого вченого до себе на кафедру.
З 14 вересня 1961 року вся подальша діяльність Є. Г. Гончарука пов'язана з Київським медичним інститутом імені О. О. Богомольця. З 1961 по 1964 рік він асистент кафедри комунальної гігієни, а з 1964 по 1968 рік — доцент цієї ж кафедри. Виконав докторську дисертацію на тему «Гігієнічне вивчення систем місцевої каналізації з обґрунтуванням санітарних норм їх проектування та експлуатації», яку захистив на початку 1968 року і став одним із наймолодших на той час професорів інституту. Наприкінці серпня цього ж року був обраний завідувачем кафедри комунальної гігієни і призначений деканом санітарно-гігієнічного факультету, обов'язки якого виконував 11 років, аж до 1979 року.
У 1984 році його було призначено ректором медичного інституту, а з 16 липня 2003 року і до кінця свого життя він був почесним ректором Національного медичного університету імені О. О. Богомольця.

Могила Євгена Гончарука

З 1967 року і до смерті мешкав у Києві в будинку по вулиці Шовковичній, 30/35. Помер 19 квітня 2004 року. Похований у Києві на Байковому кладовищі (ділянка № 52а). На могилі встановлено пам'ятник роботи Народного художника України Валентина Зноби.

## Наукова і громадська діяльність
Основним напрямком наукової діяльності вченого були дослідження санітарного захисту водоймищ та підземних джерел господарчо-питного водопостачання, очищення та знезаражування стічних вод, санітарної охорони ґрунтів. Значне місце в його науковій діяльності посідали дослідження впливу шкідливих факторів навколишнього середовища та наслідків аварії на Чорнобильській АЕС.
Євген Гончарук є автором понад 500 наукових праць, в тому числі 45 монографій і підручників, зокрема:
- «Санитарная охрана почвы от загрязнения химическими веществами» (1977);
- «Руководство к лабораторным занятиям о коммунальной гигиене» (1977, 1982, 1990);
- «Гигиеническое нормирование химических веществ в почве» (1986);
- «Общая гигиена» (1991);
- «Современные проблемы экогигиены» (1993);
- «Коммунальная гигиена» підручник (1986, 2002) та інші.

Мав 15 винаходів. Підготував 36 кандидатів наук. Був науковим консультантом 32 докторських дисертацій. Брав безпосередню участь у розробці концепції реформи вищої школи, зокрема вищої медичної освіти в Україні і практичному впровадженні основних її положень у життя. Це знайшло відображення у створенні навчальних планів і програм, освітньо-професійних стандартів та освітньо-професійних характеристик, за якими здійснюється підготовка лікарів основних фахів.
Наукову та педагогічну працю поєднував з активною громадською діяльністю. Був членом Національного Комітету радіаційного захисту населення України, членом Комітету по Державних преміях України в галузі науки і техніки; членом патріотичного руху «Пульс України», членом редакційних рад ряду провідних наукових журналів України: «Журнал АМН України», «Лікарська справа», «Довкілля та здоров'я», «Вісник гігієни та епідеміології», «Український науково-методичний молодіжний журнал», та російських видань: «Большой медицинской энциклопедии», журналів «Гигиена и санитария», «Врачебное дело». Неодноразово обирався депутатом Київської міської Ради народних депутатів.

## Відзнаки
Нагороджений орденами «Знак Пошани», «Трудового Червоного Прапора», Орденом князя Ярослава Мудрого V ступеня, Орденом «За заслуги» ІІ ступеня, Почесною відзнакою президента України, Орденом Святого Володимира Академії наук вищої школи України, Міжнародною золотою зіркою «Merit for Medicine», Великою Золотою медаллю Альберта Швейцера, пам'ятною медаллю «10 років незалежності України», Золотою зіркою Альберта Швейцера, Почесною Грамотою Верховної Ради України «За особливі заслуги перед Українським народом».
Заслужений діяч науки і техніки УРСР (з 1990 року), двічі лауреат Державної премії України в галузі науки і техніки (у 1997 році за підручник «Загальна гігієна. Пропедевтика гігієни» (Київ, ВШ, 1995); у 2002 році за роботу «Важкі метали як небезпечні для людини забруднювачі довкілля України: медико-екологічні дослідження, обґрунтування та досвід впровадження профілактичних заходів»).

## Вшанування пам'яті
21 січня 2005 року в Національному медичному університеті імені О. О. Богомольця до 75-річчя від дня народження науковця відбулися Перші наукові читання, присвячені йогог пам'яті. Того ж дня на будівлі санітарно-гігієнічного корпусу медичного університету (Берестейський проспект, 34) встановлено гранітну меморіальну дошку, присвячену відомому науковцю. А на п'ятому поверсі санітарно-гігієнічного корпусу медичного університету на кафедрі комунальної гігієни та екології людини, якою багато років завідував Євген Гнатович, створено його меморіальний кабінет-музей.
Також гранітну меморіальну дошку встановлено в Києві на будинку по вулиці Шовковичній, 30/35, де з 1967 по 2004 рік він проживав.